# Stazione di Castano Primo
Stazione di Castano Primo vasútállomás Olaszországban, Lombardia régióban, Castano Primo településen.

## Vasútvonalak
Az állomást az alábbi vasútvonalak érintik:
- Saronno–Novara-vasútvonal

## Kapcsolódó állomások
A vasútállomáshoz az alábbi állomások vannak a legközelebb:
- Stazione di Vanzaghello-Magnago (Saronno–Novara-vasútvonal)
- Stazione di Turbigo (Saronno–Novara-vasútvonal)